# Aderus marginatus
Aderus marginatus is een keversoort uit de familie schijnsnoerhalskevers (Aderidae). De wetenschappelijke naam van de soort werd in 1940 gepubliceerd door Maurice Pic.